# Herman Verschraegen
Herman Verschraegen (Gent, 4 april 1936 – Hawaiï, 4 april 1994) was een Belgisch organist, muziekpedagoog en in mindere mate ook componist.
Hij was een neef van beroepscollega Gabriël Verschraegen.
Herman kreeg een uitgebreide opleiding aan het Gents Conservatorium. Docenten daarbij waren Georges Lonque (harmonieleer, afgestudeerd 1952), Prosper Van Eechaute (contrapunt en fuga, 1957, respectievelijk 1959), Gabriël Verschraegen (orgel, 1958). Herman ging vervolgens door met het hoger diploma (1960) en het virtuositeitsdiploma (1965). Ook toen was de studie niet klaar; hij nam les bij André Stricker en Michel Chapuis, vooral voor de oude Franse orgelmuziek. Gedurende de studieperiode nam hij deel aan wedstrijden waarbij eerste prijzen haalde in München (1958), Innsbruck (1959), Graz-Seckau (1960), Genève (1962) en Saint-Maximin (1962).
Ook was hij toen al organist; tussen 1958 en 1962 van de Sint-Martinuskerk in zijn geboorteplaats en vanaf 1962 in de Sint-Jozefkerk in Antwerpen. Dit combineerde hij met lesgeven aan muziekacademies in Gentbrugge (1961-1965), Wilrijk (1963-1973), Aalst (1965-1973) en Geel (1966-1975). In Wilrijk was hij vanaf 1974 een aantal jaar directeur. Alles eindigde in 1974, toen hij orgeldocent werd aan de Nederlandstalige tak van het Brussels conservatorium.
Ondertussen gaf hij lezingen (onder anderen over César Franck) en gaf orgelconcerten met soms een primeur (Concerto voor groot orgel, trompet, hoorn en bazuin van Arthur Meulemans). Op veel bescheidenere schaal componeerde hij ook enkele werken, waaronder een Fantasie.
- Bibliothèque nationale de France: cb139493646 (data)
- International Standard Name Identifier: 0000 0000 3412 9970
- Library of Congress Control Number: n83178810
- MusicBrainz: 2286cd00-7e94-4932-b8ee-80b848aac527
- Virtual International Authority File: 64196954